# NGC 84
NGC 84는 안드로메다자리 방향에 있는 항성이다.